# Écritures du sanskrit
Cette page contient des caractères spéciaux ou non latins. S’ils s’affichent mal (▯, ?, etc.), consultez la page d’aide Unicode.
 (décembre 2010).
Les écritures du sanskrit sont l'ensemble des écritures utilisées à travers l'histoire pour écrire le sanskrit. À partir du XIXe siècle, ces différentes écritures seront plus ou moins complètement remplacées par l'écriture alphasyllabaire appelée devanagari.

## Évolution historique des écritures en Inde
Les données épigraphiques révèlent des aspects importants de l'évolution de l'écriture en Inde. On trouvera ci-après un rapide portrait de l'évolution des écritures en Inde.

### Premières civilisations

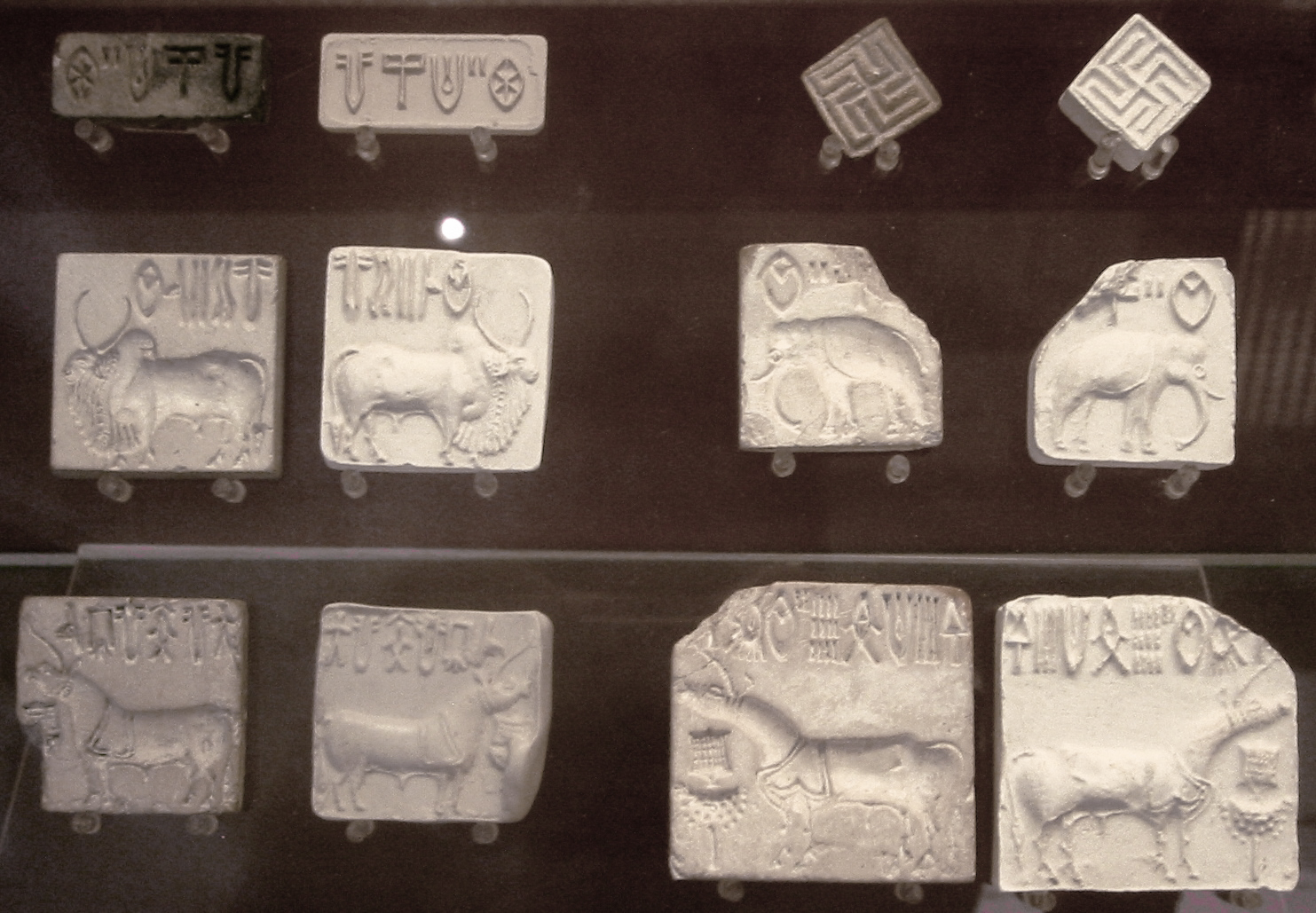
Sceaux de la vallée de l'Indus. British Museum.

L'étude de l'écriture de la civilisation de l'Indus, basée sur des sceaux et des empreintes de sceaux « harappéens » datés du IIIe millénaire av. J.-C., conduit certains chercheurs, notamment indiens, à suggérer qu'elle exprimait aussi, non pas une langue dravidienne (opinion la plus répandue), mais bien, au moins sur certains documents dénotant des rites pré-hindous assez explicites, une langue indo-iranienne voire indo-aryenne.
Plus récemment[Quand ?], un linguiste[Lequel ?] a proposé[Où ?] également, sur la base des fréquences de caractères et de l'épigraphie comparée, de discerner dans le crétois minoen noté en linéaire A (écriture syllabique de la première moitié et du milieu du IIe millénaire av. J.-C. en Crète) une langue de la famille indo-iranienne, dont le niveau religieux de langue (tel qu'on le trouve dans les tables à libation de pierre) s'apparente étroitement au sanskrit védique ancien. Des théonymes comme Indra ou Asura, y auraient leurs équivalents: (I(n)tar, Asirai) qui ne sont pas sans rappeler des divinités du royaume du Mitanni et celles de l'Iran pré-islamique.

### Premier millénaire avant notre ère

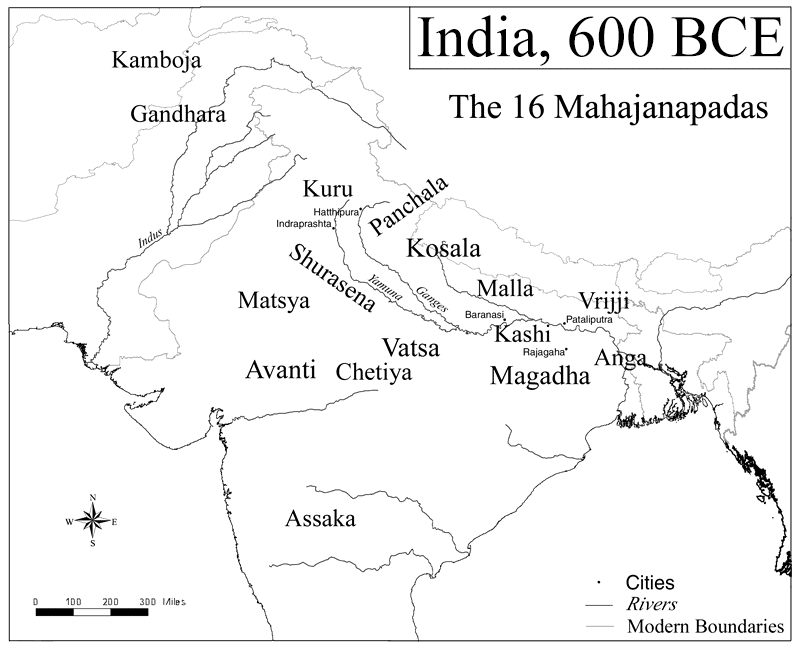
Les seize royaumes dans la vallée du Gange.

L'écriture cunéiforme disparaît du Moyen-Orient, vers le Ve siècle av. J.-C., devant l'écriture et la numération araméennes qui se diffusent vers l'est jusque dans l'immense vallée de l'Indus. À cette époque, seize royaumes s'amalgament, en Inde orientale, en quatre États puissants dont l'hégémonique Magadha.
En 364 av. J.-C. la dynastie des Nandas s'impose, alors qu'apparaît en Inde un alphasyllabaire (dérivé peut-être de l'araméen), le kharoṣṭhī- qu'utiliseront ensuite les Mauryas de Chandragupta Maurya (qui renverse les Nandas en 321 av. J.-C.), et qui perdurera jusqu'au règne d'Ashoka, mort en 232 av. J.-C.; c'est durant le règne de ce dernier que naît la première écriture vraiment indienne, la brāhmī- (utilisée conjointement avec la kharoṣṭhī-) pour graver les édits (rédigés en moyen-indien) du grand monarque sur des stèles de pierre.
Parmi les écritures utilisées à l'époque (supposée) de Patañjali (au IIe siècle av. J.-C.), la brāhmī-, lettres et chiffres, fut utilisée pour des inscriptions bouddhistes dans les grottes de Naneghat (en) qui présentent en outre également une nouvelle écriture dérivée de la brāhmī-. Un siècle plus tard, cette même écriture dérivée est gravée dans les grottes de Nasik; elle utilise les chiffres de 1 à 9, mais non encore régis par une règle numérale de position.

### Premier millénaire de notre ère
Durant le premier millénaire de notre ère, la dynastie Gupta atteint son apogée sous Candragupta II (375-413). Sous le règne de ce dernier fleurit une écriture gupta- dont dérivent les écritures successives de l'Asie centrale et de l'Inde du Nord. Des inscriptions en pallava, chalukya, et vallabhi datent de la même époque, en graphies dont dériveront les systèmes d'écriture méridionaux. En 458 parait, dans une cosmologie jaïniste écrite en sanskrit (le Lokavibhāga-), la règle numérale de position selon la base 10, reprise par les astronomes Âryabhata- en 510 et Varāhamihira- en 575. Notons qu'au Cambodge, les premières inscriptions sanskrites datent du Ve siècle.
De la brāhmī- dérivent donc toutes les écritures indiennes (à l'exception de la kharoṣṭhī ainsi que de l'anglais et l'ourdou). L'une d'elles, mise en avant par les savants britanniques de leur l'Empire des Indes, est la devanāgarī- — qui, moyennant quelques adaptations, sert aussi à écrire la langue fédérale, le hindī-, ainsi que plusieurs langues du Nord. Cependant si le sanskrit est en général écrit en devanagari — en particulier dans les milieux académiques, il s'est cependant  écrit pendant près d'un millénaire dans d'autres écritures indiennes, et cela peut encore être le cas aujourd'hui. À titre d'exemple, le tamoul (tamil-), le télougou (telugu-), le malayalam (malayāḷam-), etc.

## Les écritures du sanskrit
Longtemps de tradition purement orale, la religion hindouiste n'a pas eu besoin de fixer ses textes, qui étaient appris par cœur et transmis oralement; bien plus, sa transcription était taboue, en particulier pour le Veda: selon une strophe du Mahābhārata, coucher le Veda par écrit est un crime, et son auteur est condamné à l'enfer...). La mise par écrit s'est sans doute faite progressivement à l'aide de symboles logographiques ou idéographiques, voire de signes syllabiques (via l'acrophonie) liés aux cultes. C'est tardivement que l'emploi de la brāhmī, d'abord, puis des nombres écritures qui en dérivent, est généralisé, d'abord pour les textes profanes, puis sacrés.
En fait, durant près d'un millénaire, le sanskrit s'est écrit avec différentes écritures, et c'est encore parfois le cas aujourd'hui: pour écrire les textes sanskrits, les différentes régions de l'Inde utilisent, pour écrire le sanskrit, l'écriture qui sert à noter leur propre langue. Le sanskrit n'a ainsi pas d'écriture qui lui serait propre, et il peut être noté par différents semi-syllabaires, à la condition que ceux-ci permettent de représenter également certains phonèmes supplémentaires, qui ne font pas partie de la langue qu'ils transcrivent.
À titre d'exemple, voici la transcription en différentes langues indiennes de la phrase en sanskrit « Que Śiva bénisse ceux qui aiment la langue des dieux » (due à Kālidāsa). On peut ainsi voir la souplesse de ces écritures à rendre le sanscrit: 
Au début du VIIe siècle, lorsque le grand moine bouddhiste et pèlerin chinois Xuanzang se rend en Inde pour y étudier les sutras du bouddhisme et les ramener en Chine pour les traduire. C'est l'alphasyllabaire siddham (Xītán 悉昙 en chinois) qui est utilisé en Inde, et c'est lui aussi qui employée pour transcrire les sutras du bouddhisme mahâyâna composés en sanskrit.
Bien plus tard, à la fin du XVIIIe siècle et au XIXe siècle, des savants britanniques de l'Empire des Indes vont largement diffuser l'emploi de la devanāgarī, une des écritures indiennes, également issue d'une variété septentrionale de la brāhmī. La devanagari s'imposera progressivement comme écriture nationale et sera utilisée en particulier pour noter le sanskrit, si bien qu'aujourd'hui, c'est en devanāgarī que l'on écrit majoritairement le sanskrit en Inde et dans les éditions occidentales (ainsi que le hindi).
En outre, transmis à travers les textes bouddhiques, des termes sanskrits ont été adaptés en chinois puis en japonais, deux langues dont les écritures logographiques réclament la création de caractères phonétiques destinés à cet usage ou l'utilisation de kanjis utilisés de manière purement phonétique, indépendamment de leur sens ; ainsi, le terme sanskrit bodhisattva est noté 菩提薩埵, qui se lisait vraisemblablement bu-dej-sat-thwa en moyen chinois (de nos jours pútísāduò, abrégé en 菩薩 (púsà). Parmi ces caractères, seuls 提 (tí), « tirer », et 埵 (duǒ), « terre compacte », ont un sens, qui est évincé dans le composé au profit du son, tandis que 菩 et 薩 n'ont jamais servi qu'à cette transcription et n'ont par ailleurs aucune signification.
Enfin, le Xe congrès des Orientalistes fixa, en 1894 à Genève, une transcription latine qui, de nos jours, est la seule utilisée dans les ouvrages scientifiques et didactiques occidentaux. Les symboles adoptés dans cette même transcription, avec quelques signes supplémentaires, permet aussi de transcrire toutes les autres langues indiennes, qu'elles soient ou non indo-aryennes.

## Translittération

### Translittération genevoise
La difficulté d'imprimer les caractères nāgarī- en Occident imposa aux érudits européens l'usage de diverses transcriptions utilisant les particularités de leurs langues d'origine. Au XIXe siècle fleurirent des transcriptions allemandes, anglaises, françaises… La traduction française du Rigveda- par Alexandre Langlois (1788 - 1854), deuxième édition en 1872, offre un bon exemple de cette diversité dans la transcription des mots sanskrits qui émaillent cette traduction.
Le Xe Congrès des Orientalistes, réuni à Genève en 1894, codifia une translittération de l'écriture devanāgarī-, connue sous le nom de transcription genevoise, qui fait depuis lors autorité pour les ouvrages didactiques édités par les universités. Cette translittération utilise des caractères empruntés à l'alphabet latin, et les signes diacritiques suivants : petit cercle (°) et point (.) souscrits, accent aigu (´) et tilde (~).
Voici le tableau, en translittération genevoise, des caractères de l'alphabet (akṣarasamāmnāya-) sanskrit , classés selon l'ordre traditionnel — qui est toujours en vigueur et en fonction duquel les dictionnaires sont organisés :   
| Voyelles              | a | ā | i | ī  | u | ū  | ṛ | ṝ | ḷ |
| Diphtongues           |   |   | e | ai | o | au |   |   |   |
| Consonnes gutturales  |   |   | k | kh | g | gh | ṅ |   |   |
| Consonnes palatales   |   |   | c | ch | j | jh | ñ |   |   |
| Consonnes rétroflexes |   |   | ṭ | ṭh | ḍ | ḍh | ṇ |   |   |
| Consonnes dentales    |   |   | t | th | d | dh | n |   |   |
| Consonnes labiales    |   |   | p | ph | b | bh | m |   |   |
| Semi-voyelles         |   |   | y | r  | l | v  |   |   |   |
| Consonnes spirantes   |   |   | ś | ṣ  | s | h  |   |   |   |
| anusvāra et visarga   |   |   |   | ṃ  | ḥ |    |   |   |   |

### Transcription dans l'édition
À défaut de moyens techniques (ou financiers) permettant de reproduire correctement les diacritiques de la transcription genevoise, certains éditeurs renoncent aux petits cercles (°) et points (.) souscrits; en outre, ils utilisent simplement, d'une part ç et sh pour noter les deux caractères (ś) et à (ṣ), et d'autre part ri pour noter la voyelle ṛ. À titre d'exemple, on aura donc çiva ou shiva pour śiva-, ashta pour aṣṭa-, et rishi pour ṛṣi-. Cet usage du ç s'explique par le fait qu'il s'agit là du caractère de l'alphabet phonétique international qui correspond le mieux à la prononciation de la fricative palatale sourde ś du sanskrit.
En 2024, le site Larousse.fr transcrit le mot śivaïsme par « shivaïsme ou çivaïsme », et dans la partie encyclopédique du site Mahābhārata par « Mahabharata » (on distingue en sanscrit un a bref et un ā long — celui-ci étant surmonté d'un macron), sans recours à aucun signe diacritique; Larousse.fr retranscrit également la voyelle u par « ou » (telle que u est prononcé en sanskrit), par exemple dans télougou (avec l'ajout de l'accent aigu), mais donne aussi la transcription telugu (qui ne nécessite pas de diacritique). Pour ces mêmes sujets, le site Universalis.fr donne à ces mêmes les titres « ŚIVA ou SHIVA ET SHIVAÏSME », « MAHĀBHĀRATA » et « TELUGU ou TELOUGOU ».
Dans l'édition de livres, le choix du système de transcription est souvent lié au public visé par l'ouvrage. Ainsi, dans L'hindouisme. Anthropologie d'une civilisation de Madeleine Biardeau (ouvrage relativement technique), on recourt à la transcription genevoise, tout en donnant un guide de prononciation des lettres à l'intention des lecteurs non spécialisés. À l'inverse, dans La civilisation de l'Inde indienne d'Arthur L. Basham (en), on lit que « l'auteur a suivi le système de international adopté en 1894 », remarque suivie de la présentation dudit système ; après quoi vient cette précision : « [c]ependant, l'éditeur, dans un souci de simplification, et en accord avec l'auteur, a remplacé les macrons par des accents circonflexes, et supprimé les signes diacritiques. (...) ś est devenu ç, ś sh, afin de rapprocher l'écriture de la prononciation. [Viennent ensuite quelques autres simplifications, par exemple t pour ṭ, etc.] ».

### Unicode
C'est aussi ce choix qui a prévalu dans cette page Wikipedia destinée à des francophones: la romanisation des mots sanskrits a été simplifiée, mais les termes s'accompagnent de la romanisation scientifique, pour permettre au lecteur de s'approcher au plus près de la prononciation classique indienne du sanskrit, langue éminemment orale. Celle-ci est rendue possible par l'utilisation du standard Unicode.

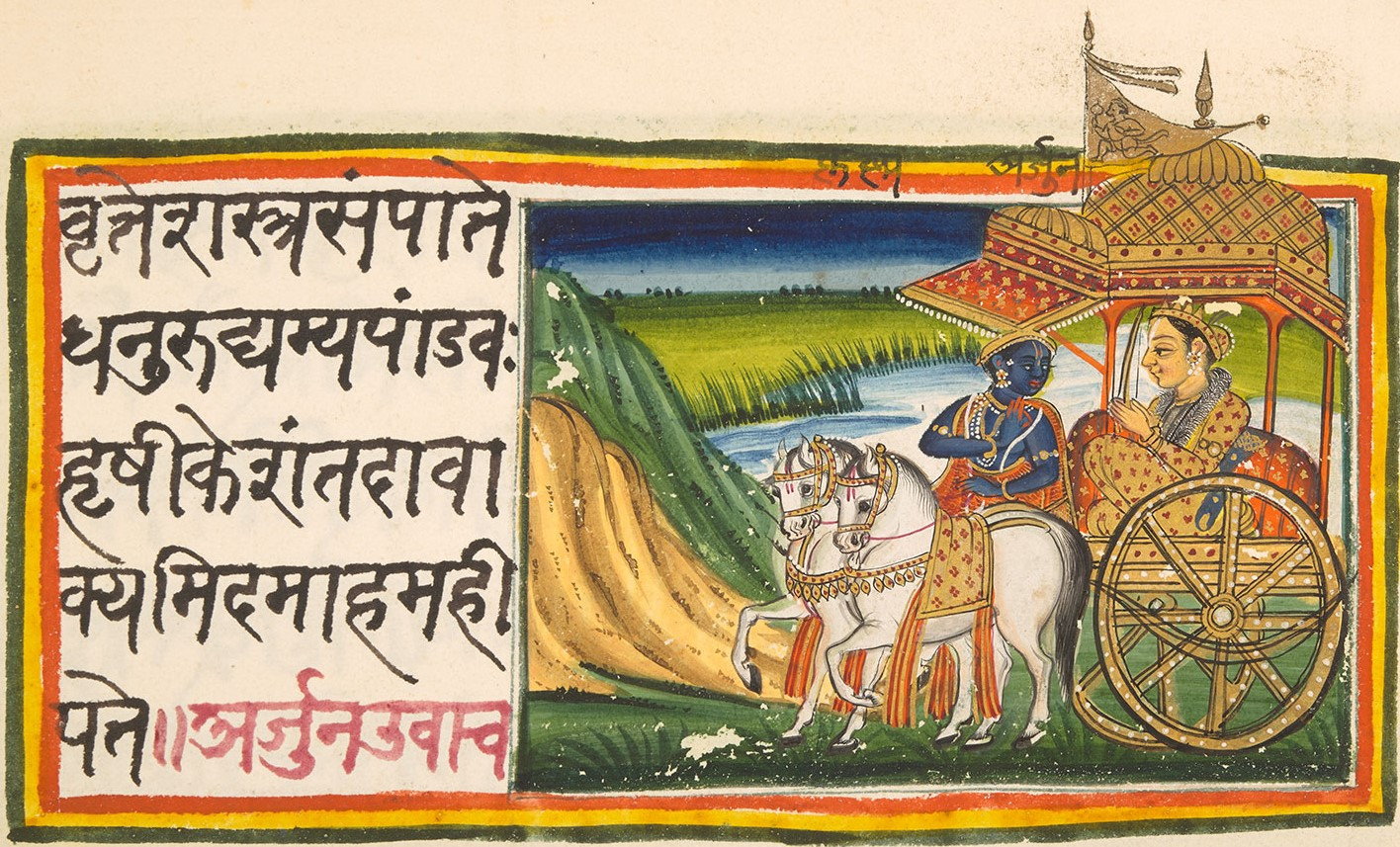
Bhagavad Gita en devanagari. Manuscrit de 1824, British Museum. Chant 1, v. 20-21: « 20. Ils étaient à leur poste de combat; déjà volaient les traits; le Pâṇḍava dont l’étendard porte un singe, élevant son arc, 21. Adressa, ô roi, ces paroles à Hṛishîkeça: Arrête, ô Ačyuta, mon char entre les deux armées; » (Trad. Émile Senart)